# كراهية وصداقة وغزل وحب وزواج

الإصدار الأول.

كراهية، صداقة، تودد، حب، زواج (بالإنجليزية: Hateship, Friendship, Courtship, Loveship, Marriage) هو كتاب مكون من مجموعة روايات قصيرة للكاتبة آليس مونرو، الحائزة على جائزة نويل للآداب, صدر الكتاب عن دار النشر مكليلاند وستيوارت في 2001.

## قصص المجموعة
- كراهية، صداقة، تودد، حب، زواج.
- جسر طافٍ
- مفروشات العائلة
- راحة
- قراص. (بالإنجليزية: Nettles)
- وضع وتدعيم. (بالإنجليزية: Post and Beam)
- ما تُذُكِّر.
- كويني. (بالإنجليزية: Queenie)
- جاء الدب فوق الجبل.

كل قصة في المجموعة تتناول جوانب مختلفة من العلاقات الإنسانية، تتقاطع فيها العاطفة، الندم، المصادفة، والتحولات النفسية العميقة التي تعيشها النساء في سياقات اجتماعية متباينة، من الحياة الزوجية إلى الشيخوخة، ومن الريف الكندي إلى الحنين إلى الماضي.

## الأسلوب والسمات الأدبية[2]
تمتاز مونرو بأسلوب واقعي دقيق، يتجنب الزخرف اللفظي ويعتمد على تفاصيل الحياة اليومية لاستكشاف العوالم الداخلية لشخصياتها. تتميز القصص ببنية معقدة رغم بساطتها الظاهرة، وتُستخدم غالبًا تقنية الاسترجاع (Flashback) لرسم خريطة الحياة العاطفية لشخصياتها.
تتميز هذه المجموعة تحديدًا بما يلي:
- تكثيف سردي دون تفريط في التفاصيل
- شخصيات نسائية محورية تواجه قيودًا اجتماعية وتبحث عن صوتها الخاص
- استحضار للماضي في مقابل تلاشي الزمن الحاضر
- حبكة تقوم على المصادفات والقرارات الصامتة أكثر من الأحداث الصاخبة

## التحليل الموضوعاتي[3]

#### 1. الهوية النسائية والحرية الشخصية
تقدم مونرو شخصيات نسائية تتراوح بين المرأة الريفية التقليدية والمرأة المثقفة المعزولة، مما يسمح لها بتشريح تناقضات الهوية النسوية في مجتمعات محافظة. قصص مثل "العطاء" و"الراحة" تكشف عن حدود الاختيار الفردي داخل البنى الأسرية والاجتماعية.

#### 2. الزمن والتذكر
يؤدي الزمن في قصص مونرو دورًا مزدوجًا: هو مساحة فقدان واسترجاع في آن، خصوصًا في قصة "الدب عبر الجبل"، التي تستعرض الزهايمر كفقدان رمزي للهوية وللعلاقات الطويلة.

#### 3. الخيانة والوفاء العاطفي
تُطرح الخيانة لا كفعل درامي بل كحالة إنسانية رمادية، كما في قصة "ما يأتي بعد ذلك"، التي تتعامل مع الأذى والتسامح داخل علاقات مركبة.

#### 4. الحب والعزلة
حتى في الحب، تبقى شخصيات مونرو معزولة، تفتقر إلى الفهم الكامل أو الاتصال التام، كما في القصة الأولى، حيث يتحول التودد الغامض إلى زواجٍ غير متوقع نابع من أوهام التواصل.

## التلقي النقدي[4]
استُقبل الكتاب بإشادة نقدية كبيرة. وصفته صحيفة نيويورك تايمز بأنه "تحفة فنية في التكنيك السردي"، واعتُبر واحدًا من أفضل أعمال مونرو في استكشاف الدراما الصامتة في الحياة اليومية. كما أشار النقاد إلى قدرة مونرو الفريدة على إضفاء العمق الفلسفي على لحظات تبدو عادية أو باهتة.
"أليس مونرو لا تكتب القصص القصيرة، إنها تكتب روايات مكثّفة في صفحات قليلة."

 — Guardian Books, 2001

## الجوائز والتكريم[5]
رغم أن هذه المجموعة لم تحصل على جوائز منفصلة، فإنها ساهمت في ترسيخ سمعة مونرو التي نالت في ما بعد جائزة نوبل للآداب سنة 2013، وجائزة مان بوكر الدولية عام 2009، تكريمًا لمجمل أعمالها.

## التحولات إلى السينما
تم تحويل القصة الأولى "كراهية، صداقة، تودد، حب، زواج" إلى فيلم سينمائي سنة 2013 من بطولة كريستين ويغ وغاي بيرس، من إخراج ليزا جونسون. ورغم اختلاف بعض جوانب الحبكة، احتفظ الفيلم بروح مونرو السردية المتأملة.

## الفيلم
- في 2006 تم تحويل القصة «جاء الدب فوق الجبل» إلى فيلم بعيدا عنها 2006 من إخراج سارة بولي وإنتاج أتوم أجويان، والذي يتحدث عن زوجين تعرض زواجهما لاختبار حين أصيبت الزوجة بمرض آلزهايمر وانتقلت إلى دار التمريض أين فقد كل ذاكرتها حول زوجها وبدأت تطور علاقة وطيدة مع مقيم آخر في دار التمريض. عقب إصدار هذا الفلم، أعيد نشر مجموعة الروايات تحت عنوان بعيدا عنها.[6] نُشرت قصة «جاء الدب فوق الجبل» في البداية وحدها في مجلة النيويوركر في 27 ديسمبر 1999، ثم أعيد نشرها في 21 أكتوبر 2013.[7] فيلم كراهية، صداقة [الإنجليزية]
 2014 هو اقتباس لقصة عنوان الكتاب، من بطولة كريستين ويج، غاي بيرس، هيلي ستاينفيلد ونيك نولتي.